# Piobetta
Piobetta (korsisch Piupeta) ist eine französische Gemeinde in der Castagniccia auf der Mittelmeerinsel Korsika. Sie gehört zum Département Haute-Corse, zum Arrondissement Corte und zum Kanton Castagniccia. Das Siedlungsgebiet liegt auf ungefähr 800 Metern über dem Meeresspiegel. Nachbargemeinden sind Piedipartino und Carcheto-Brustico im Nordwesten, Carpineto und Tarrano im Nordosten, Valle-d’Alesani und Pietricaggio im Südosten, Bustanico im Südwesten und Carticasi im Westen.

## Bevölkerungsentwicklung
| Jahr      | 1962 | 1968 | 1975 | 1982 | 1990 | 1999 | 2008 | 2013 |
| --------- | ---- | ---- | ---- | ---- | ---- | ---- | ---- | ---- |
| Einwohner | 97   | 70   | 60   | 56   | 40   | 30   | 24   | 22   |

## Sehenswürdigkeiten
- Überreste der Kapelle Chapelle pisane San Quilico